# Стоян Митовски
Стоян Вълев Митовски - Комитата е български офицер и революционер, кочански войвода на Вътрешната македоно-одринска революционна организация.

## Биография
Стоян Митовски е роден в 1872 година в троянската махала Попишка, в крайно бедно семейство на бежанци от Македония. Завършва прогимназия в родния си град и две години работи като ратай в чифлик край Свищов. В 1893 година постъпва на редовна военна служба в Българската армия в Пловдив. Завършва с отличие подофицерска школа и остава на свръхсрочна служба. Служи като старши подофицер в Българската армия.
В 1899 година с брат си Иван наемат хана на прохода Беклемето. Там се запознава с водача на ВМОРО Гоце Делчев. Участва в дейността на Тайните македоно-одрински подофицерски братства на ВМОК. В март 1900 година по нареждане на водач на ВМОК генерал Иван Цончев напуска Търновския гарнизон и заминава за Македония, където Митовски работи като военен инструктор, създава комитети, набира средства, вербува и обучава четници. Участва в аферата „Мис Стоун“.
В 1902 година е знаменосец в четата на Дипчев, член е на щаба на Владимир Ковачев, който ръководи Горноджумайското въстание в Разлога. В сражението при Белица Митовски е тежко ранен. Отнесен е в Свободна България и шест месеца остава на лечение в София. В началото на следната 1903 година отново влиза в Македония и става войвода на Кочанската чета, която по време на Илинденско-Преображенското въстание охранява Кресненския пролом. След разгрома на въстанието се завръща в Попишка.
В 1904 година е четник при серския войвода Сотир Атанасов, а от 1905 година е войвода в Кочанско.
В 1905 година се жени за Пена Маринова Русенова.
Стоян Митовски участва в Балканската и Междусъюзническата война като командир на взвод. По време на обсадата на Одрин на 13 март 1913 година обсаден с войниците си води шест-часово сражение. Участва в Първата световна война като командир на рота. Митовски е до Борис Дрангов при смъртта му - двамата са близки приятели от революционното време в Македония.
За бойни отличия и заслуги във войната е награден с ордени „За храброст“ IV степен и „За заслуга“. Награден е със сребърен часовник и с гвардейска сабя с надпис „За заслуги“.
След войната работи като старши следовател в полицията в Троян. Влиза в БЗНС и става активен член на партията. След Ньойския договор укрива в дома си 500 бойни пушки, гранати и боеприпаси, които в септември 1923 година предава на участниците в Септемврийското въстание.
Служи като кметски наместник, инициатор на много мероприятия за благоустрояването на Попишка. Дарява пари за изграждането на каменния мост в Шойлешката махала на Троян. Умира в 1958 година.